# Albanel (Québec)
Pour l’article homonyme, voir Albanel.
Albanel est une municipalité de la région administrative du Saguenay–Lac-Saint-Jean au Québec (Canada).
Situé dans la municipalité régionale de comté de Maria-Chapdelaine, ce village est situé à l'ouest de la rivière Mistassini et au nord-ouest du lac Saint-Jean, entre Normandin et Dolbeau-Mistassini. Ses habitants sont appelés les Albanélois et Albanéloises.

## Toponymie
Les Albanélois doivent le nom de leur municipalité et leur gentilé, d'une certaine manière, au père Charles Albanel (vers 1616-1696), missionnaire et explorateur jésuite. Arrivé à Québec en 1649, il devait, en 1671-1672, atteindre la baie James par la voie du Saguenay, du lac Saint-Jean, de la rivière et du lac Mistassini. D'un second voyage à la baie d'Hudson, entrepris en 1673, il ne devait revenir qu'en 1676 après être passé par Londres et Paris. Le père Albanel allait consacrer les dernières années de sa vie aux missions de la région des Grands Lacs. Il mourra à Sault-Sainte-Marie en Ontario après 47 années en Nouvelle-France.

## Histoire

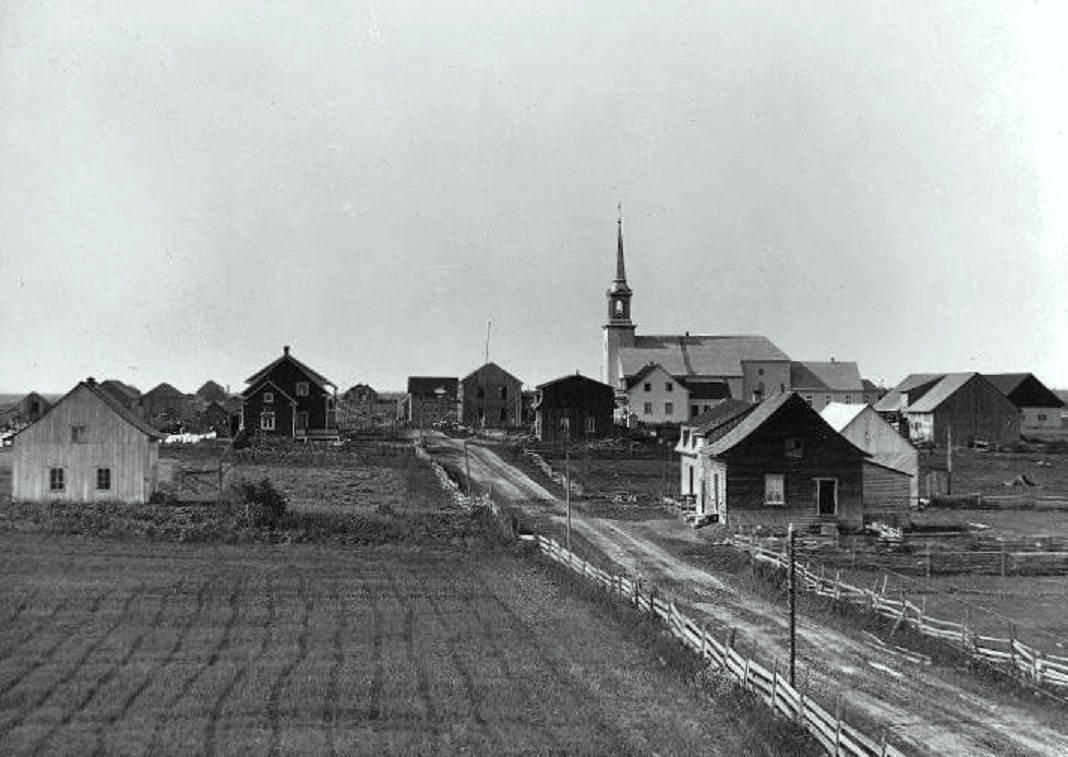
Albanel, 1906.

Sise entre Dolbeau et Normandin au Lac-Saint-Jean, cette municipalité est née de la fusion des municipalités du canton et du village d'Albanel survenue en avril 1990, laquelle réunissait deux territoires dont les liens historiques sont intimement amalgamés. En effet, à compter de 1891, une mission était desservie par les pasteurs de Saint-Méthode et de Normandin dans le canton d'Albanel. Érigée canoniquement en 1902, la paroisse de Sainte-Lucie-d'Albanel comprenait une partie du canton d'Albanel ainsi que les îles adjacentes situées dans la rivière Mistassini. Dès 1892, le bureau de poste local reprenait le nom du canton proclamé en 1883, lequel devait également servir à identifier la municipalité de canton en 1899 et celle de village en 1930.
Fondée en pleine crise économique en 1930, la municipalité du village d'Albanel avait été constituée à même le territoire de celle du canton. Cette dernière comportait d'excellentes terres propres à la culture, parmi les plus belles de la région jeannoise à l'époque. L'existence de ressources hydrauliques satisfaisantes, notamment grâce à la chute aux Français sur la rivière Mistassini, de même que l'exploitation de quelques fromageries ont contribué à la croissance économique humble, mais significative, de ce modeste village.
Au fil des ans, les habitants ont développé un fort sentiment d'appartenance pour ce coin de pays. Ainsi, la faible population se prend en main et décide d'occuper sa place, aussi petite soit elle, dans l'économie jeannoise. La municipalité est la première au lac Saint-Jean à se doter d'une caisse populaire. De plus, la coopérative agricole du village reste pendant plusieurs années l'une des plus riches de la région. Bien qu'aujourd'hui, il y ait très peu d'industries, les citoyens sont solidaires et participent activement au développement de la municipalité. D'ailleurs, Albanel est un village qui a une bonne réputation.

### Chronologie municipale
- 3 octobre 1899 : Érection du canton d'Albanel de la scission des cantons-unis de Normandin et d'Albanel.
- 10 mai 1930 : Érection du village d'Albanel de la scission du canton d'Albanel.
- 11 avril 1990 : Fusion du village d'Albanel et du canton d'Albanel et érection de la municipalité d'Albanel.

## Géographie
La rivière Mistassini délimite le nord-est de la municipalité et  y coule vers le sud-est
.

### Lieux-dits
- L'Afrique (48° 51′ 45″ N, 72° 20′ 25″ O), lieu-dit désignant à l'origine un endroit constitué de sable fin. L'endroit est également appelée la frique et il s'agit d'une prairie naturelle[2].

## Démographie
| 1891 | 1901 | 1911 | 1921  | 1931  | 1941  | 1951  |
| ---- | ---- | ---- | ----- | ----- | ----- | ----- |
| 587  | 335  | 778  | 1 276 | 1 519 | 2 051 | 2 570 |

| 1956  | 1961  | 1966  | 1971  | 1976  | 1981  | 1986  |
| ----- | ----- | ----- | ----- | ----- | ----- | ----- |
| 2 871 | 2 892 | 2 653 | 1 957 | 1 987 | 2 436 | 2 495 |

| 1991  | 1996  | 2001  | 2006  | 2011  | 2016  | 2021  |
| ----- | ----- | ----- | ----- | ----- | ----- | ----- |
| 2 496 | 2 540 | 2 455 | 2 326 | 2 293 | 2 262 | 2 181 |

## Administration
Liste des maires d'Albanel 
- Dave Plourde (2021 - 2025)

Liste des conseillers d'Albanel
- Tommy Laliberté siège 1  (2017 - 2025)
- Edith Pouliot siège 2  (2013 - 2025)
- Isabelle Thibeault siège 3  (2013 - 2025)
- Nick Saint-Pierre siège 4  (2021 - 2025)
- Guillaume Painchaud  siège 5  (2021 - 2025)
- Charlyne Simard  siège 6  (2021 - 2025)
Les élections municipales se font en bloc pour le maire et les six conseillers.
| Albanel Maires depuis 2001                                                                                           |                    |         |          |
| Élection | Maire              | Qualité | Résultat |
| 2001 | Bernard Baril      |         | Voir     |
| 2005 | Évangéline Plourde |         | Voir     |
| 2009 | Évangéline Plourde | Voir    |          |
| 2013 | Francine Chiasson  |         | Voir     |
| 2017 | Francine Chiasson  | Voir    |          |
| 2021 | Dave Plourde       |         | Voir     |
| Élection partielle en italique Depuis 2005, les élections sont simultanées dans toutes les municipalités québécoises |                    |         |          |

## Économie
La grande majorité des habitants d'Albanel ont un emploi dans une municipalité environnante. Bien qu'il y ait un parc industriel à Albanel, celui-ci a l'inconvénient d'être situé à l'extérieur du village. De ce fait, les industries n'ont pas accès aux systèmes d'aqueduc et d'égout. Les seules industries qu'on y retrouve sont un moulin à scie et une entreprise d'excavation. Le reste de l'industrie albanéloise se résume à quelques fermes, des bleuetières ainsi que des entreprises forestières.

## Climat
| Mois                              | jan. | fév. | mars | avril | mai | juin | jui. | août | sep. | oct. | nov. | déc. | année |
| --------------------------------- | ---- | ---- | ---- | ----- | --- | ---- | ---- | ---- | ---- | ---- | ---- | ---- | ----- |
| Température minimale moyenne (°C) | −23  | −21  | −14  | −4    | 4   | 9    | 12   | 11   | 6    | 0    | 7    | −19  | −5    |
| Température maximale moyenne (°C) | −12  | −9   | −2   | 7     | 16  | 22   | 24   | 22   | 16   | 9    | 1    | −9   | 7     |
| Précipitations (mm)               | 62   | 47   | 52   | 60    | 88  | 81   | 109  | 97   | 90   | 67   | 63   | 72   | 871   |

## Attraits touristiques

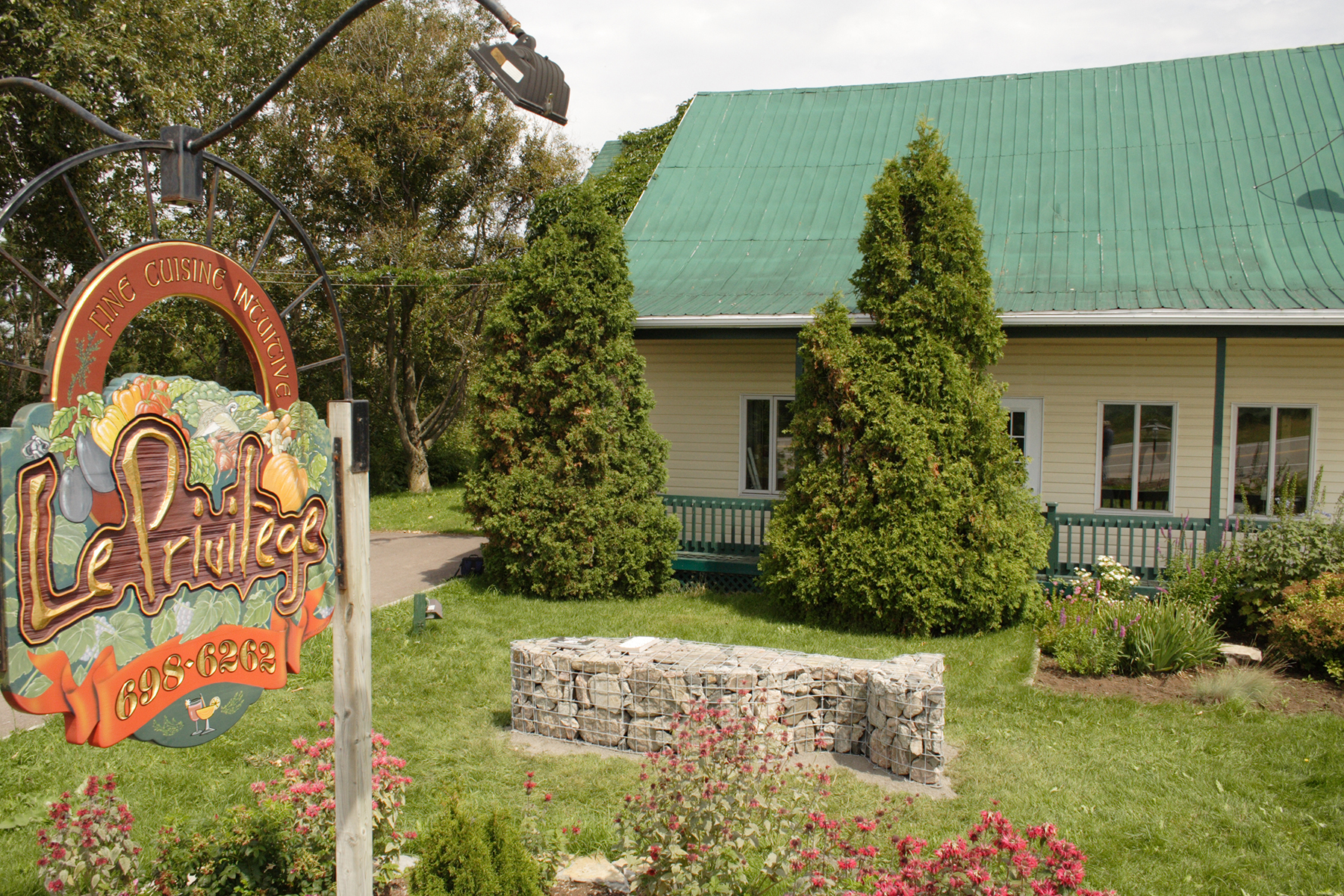
Tacon Site de la Gastronomie.

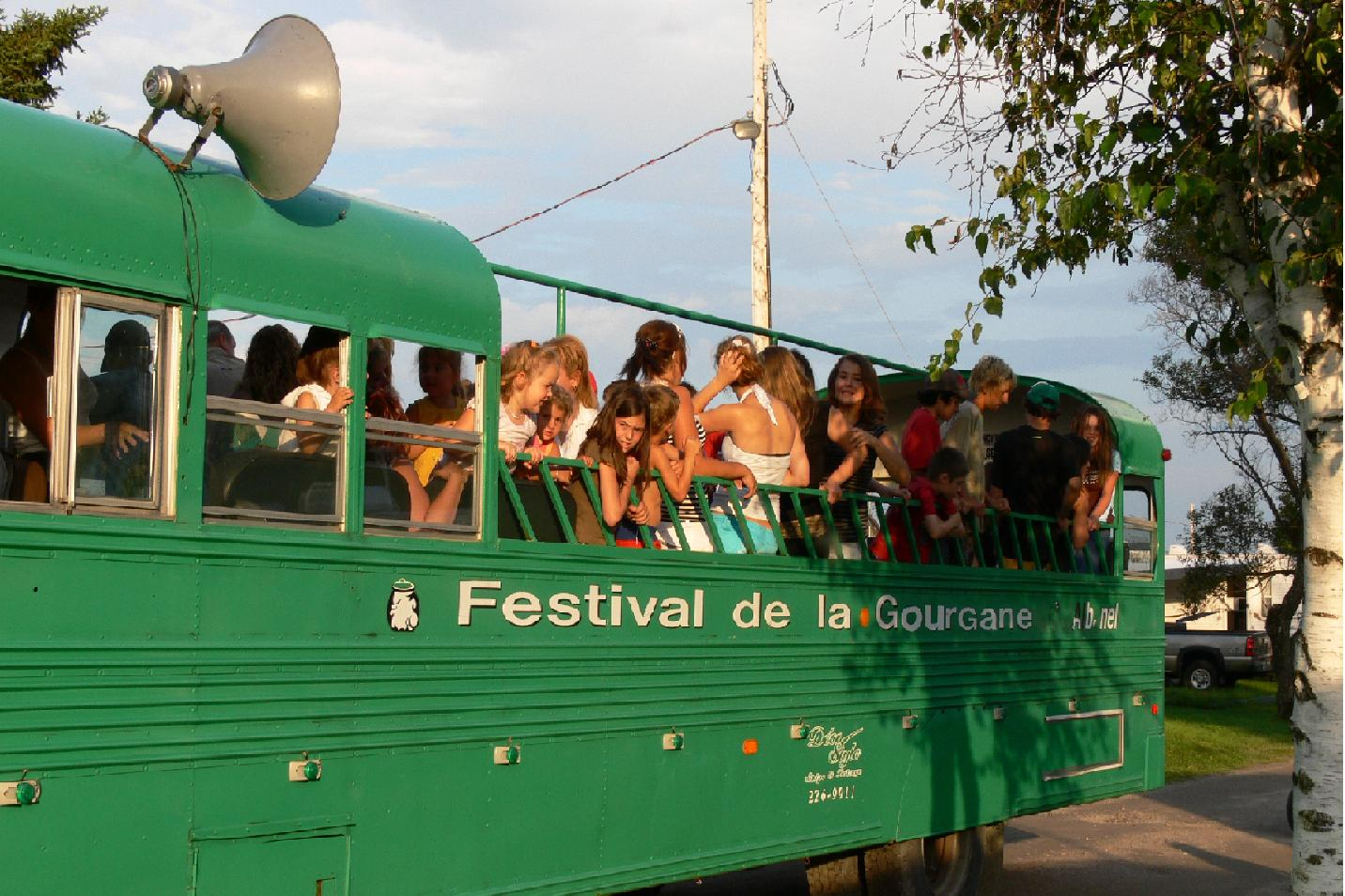
Le célèbre autobus de la Gourgane.

### Le Festival de la gourgane
La gourgane appelée aussi fève des marais est surtout connue dans les régions de Charlevoix et du Saguenay—Lac-Saint-Jean, où les recettes traditionnelles de soupe aux gourganes se transmettent de génération en génération par tradition orale. C'est seulement dans le secteur du Lac-Saint-Jean que la production de cette légumineuse s'impose. Elle a même suscité la création d'un Festival de la gourgane où on fait la promotion de cette légumineuse géante. Créé en 1974 par le maire de l'époque, M. Fernand Plourde, ce festival est la principale activité populaire qui se déroule dans la municipalité. De plus, comme elle réussit à attirer plusieurs milliers de visiteurs à chaque année, elle est devenue, bien que modeste, un rouage important de l'économie du village. Pour cette raison, le collectif d’artiste Interaction Qui dans le cadre de la Grande Marche des Tacons Sites a dédié le Tacon Site de la Gastronomie à la municipalité d’Albanel.
Au fil des années, le festival a connu des hauts et des bas, malgré cela, il a su se démarquer et est maintenant devenu un incontournables à Albanel. On a qu'à penser à l'autobus de la Gourgane avec son toit découvert et son haut-parleur à cornet qui nous offre la chanson officiel du festival en boucle, la mascotte Gourfanel qui ne manque pas un moment pour se faire voir et le tournoi de balle donnée Justin-St-Pierre qui attire plus de 200 joueurs mixtes annuellement.
À cette heure, d'autres activités gratuites très populaires comme les courses de 4X4, les drags de 4 roues(VTT) et les spectacles musicaux ont été ajoutées à la programmation afin de divertir un plus large public. Le festival a habituellement lieu durant la dernière fin de semaine de juillet, en même temps que la Traversée internationale du lac Saint-Jean.

### La neuvième chute

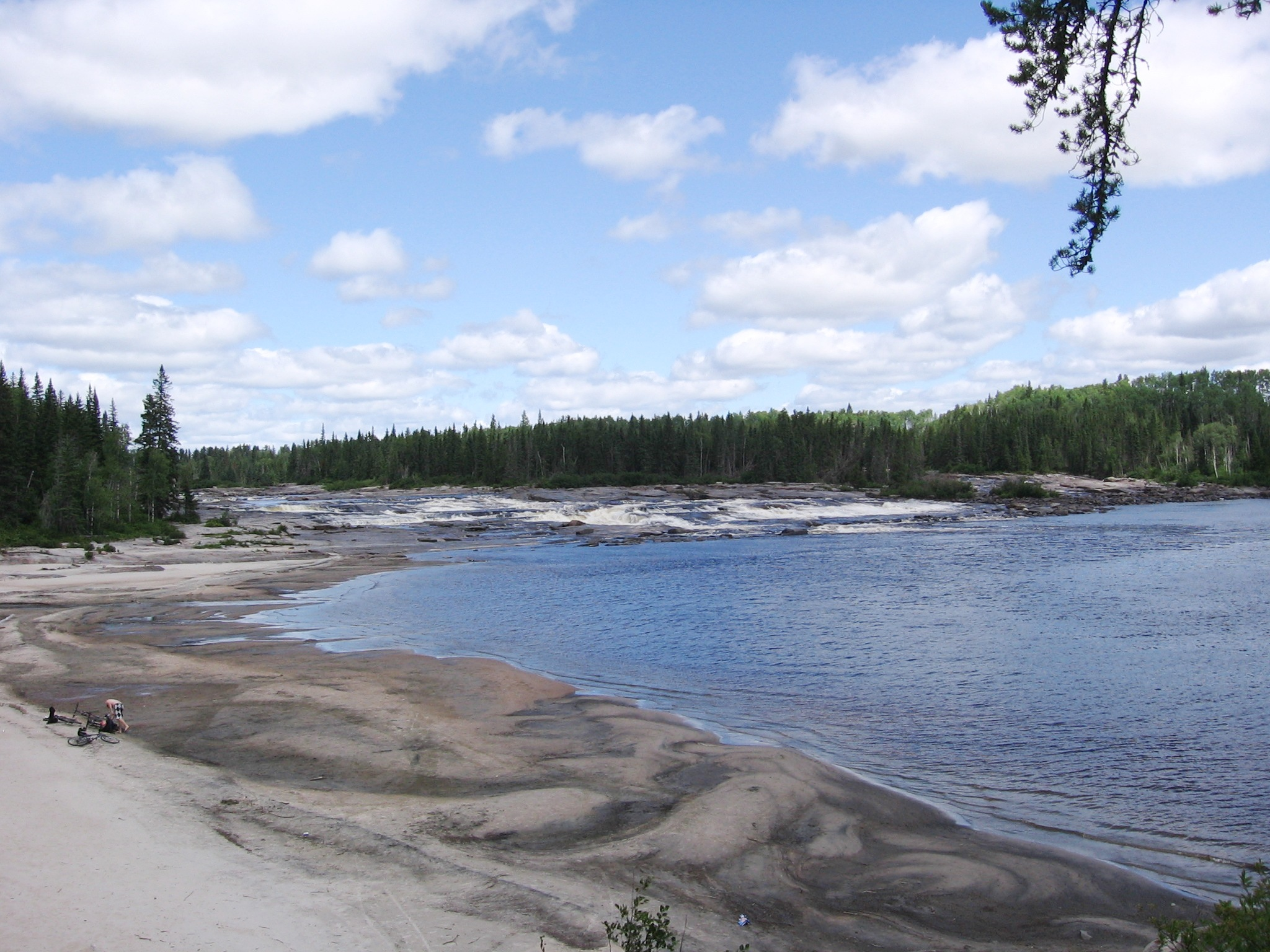
La majestueuse 9e chute.

La rivière Mistassini prend naissance à l'extrémité est de la vaste municipalité de Eeyou Istchee Baie-James, entre les lacs à l'Eau Froide et De Vau, soit à quelque 80 km à l'est du lac Mistassini. Elle se jette finalement dans le lac Saint-Jean en passant par plusieurs municipalités jeannoises, dont entre autres Girardville, Albanel, Saint-Eugène-d'Argentenay et Dolbeau-Mistassini. Lors de ce passage, on note la présence de plusieurs chutes qui tiennent leurs noms de leur proximité du lac Saint-Jean. La 9e, entre Albanel et Saint-Eugène, est probablement l'une des plus majestueuses. Sa renommée tient à la plage qui lui est adjacente et aux sentiers qui y donnent accès. Actuellement, il y a un sentier de vélo (Aux fils des rivières) qui permet d'atteindre Girardville en passant près de la chute.

## Galerie d'images

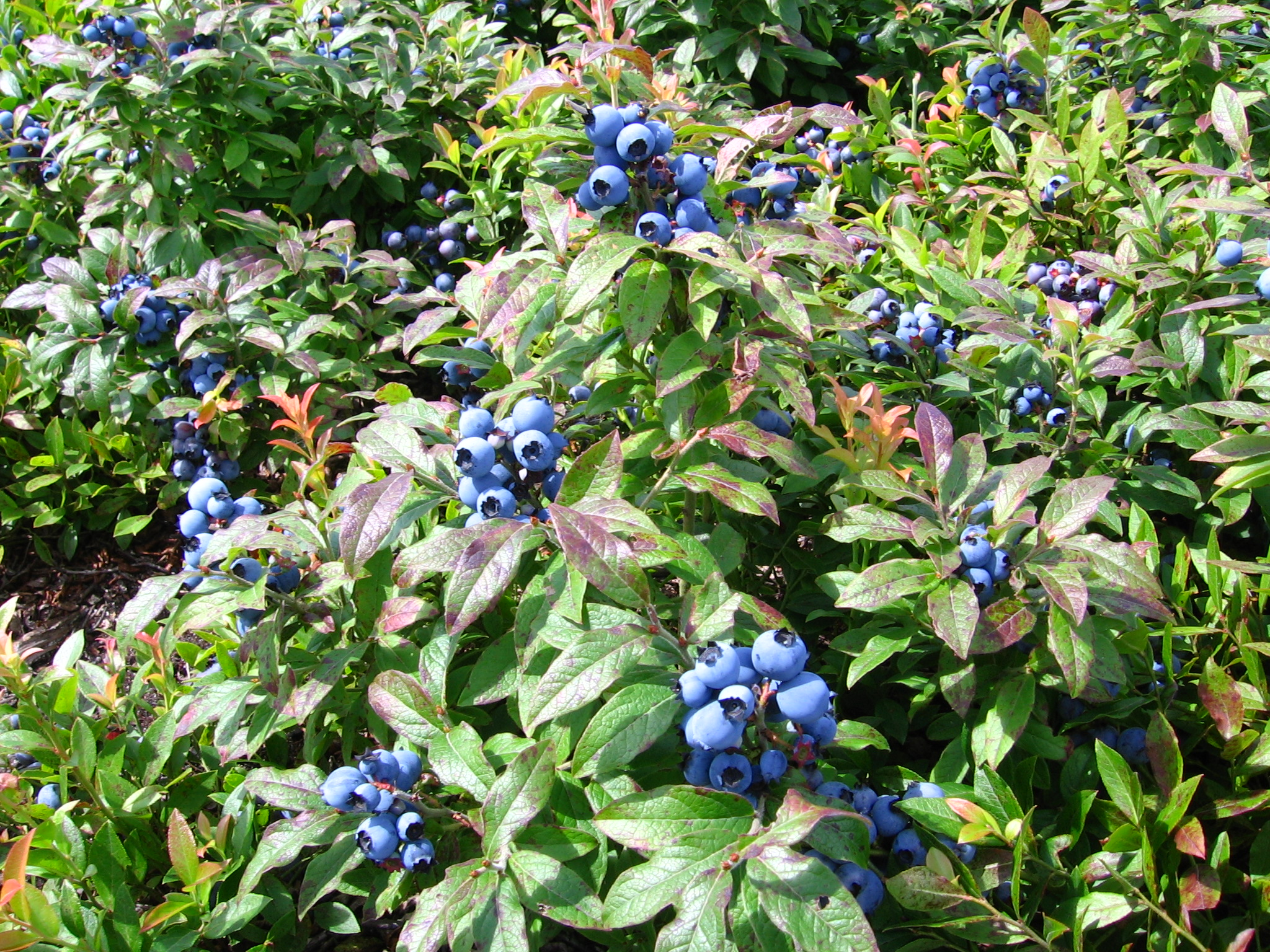
Les bleuets.
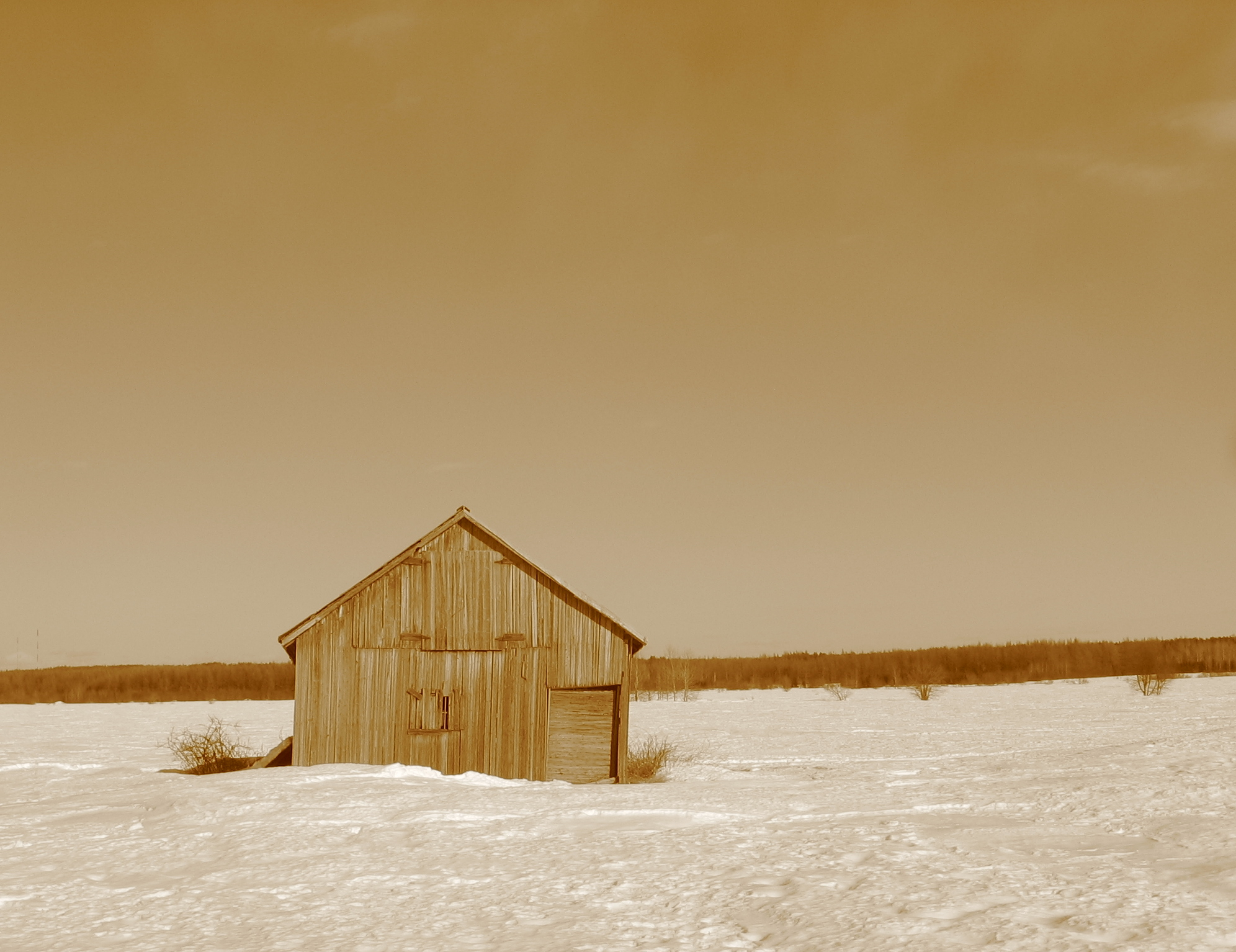
Patrimoine bâti du 5e rang.
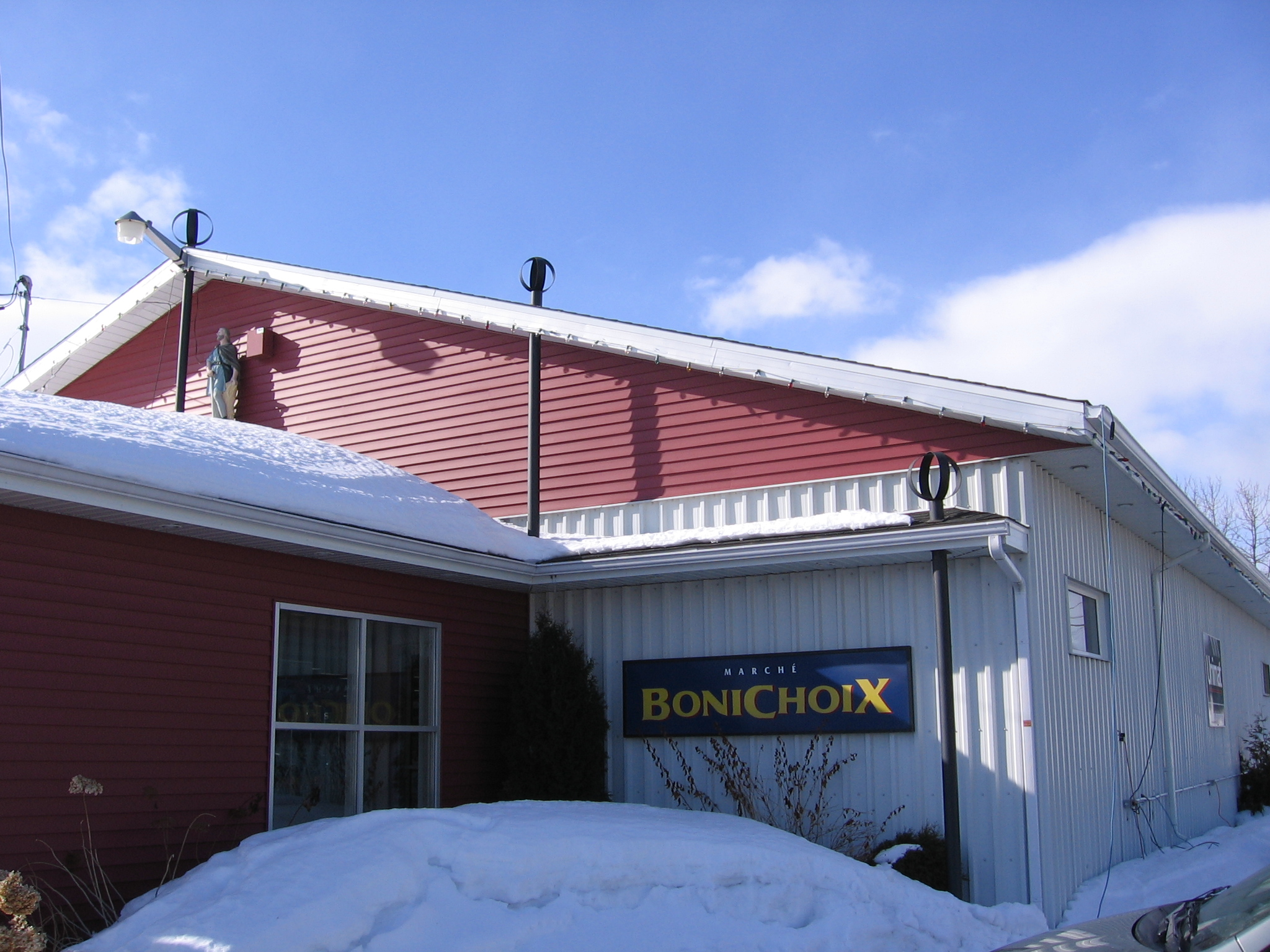
L'Association coopérative d'Albanel.
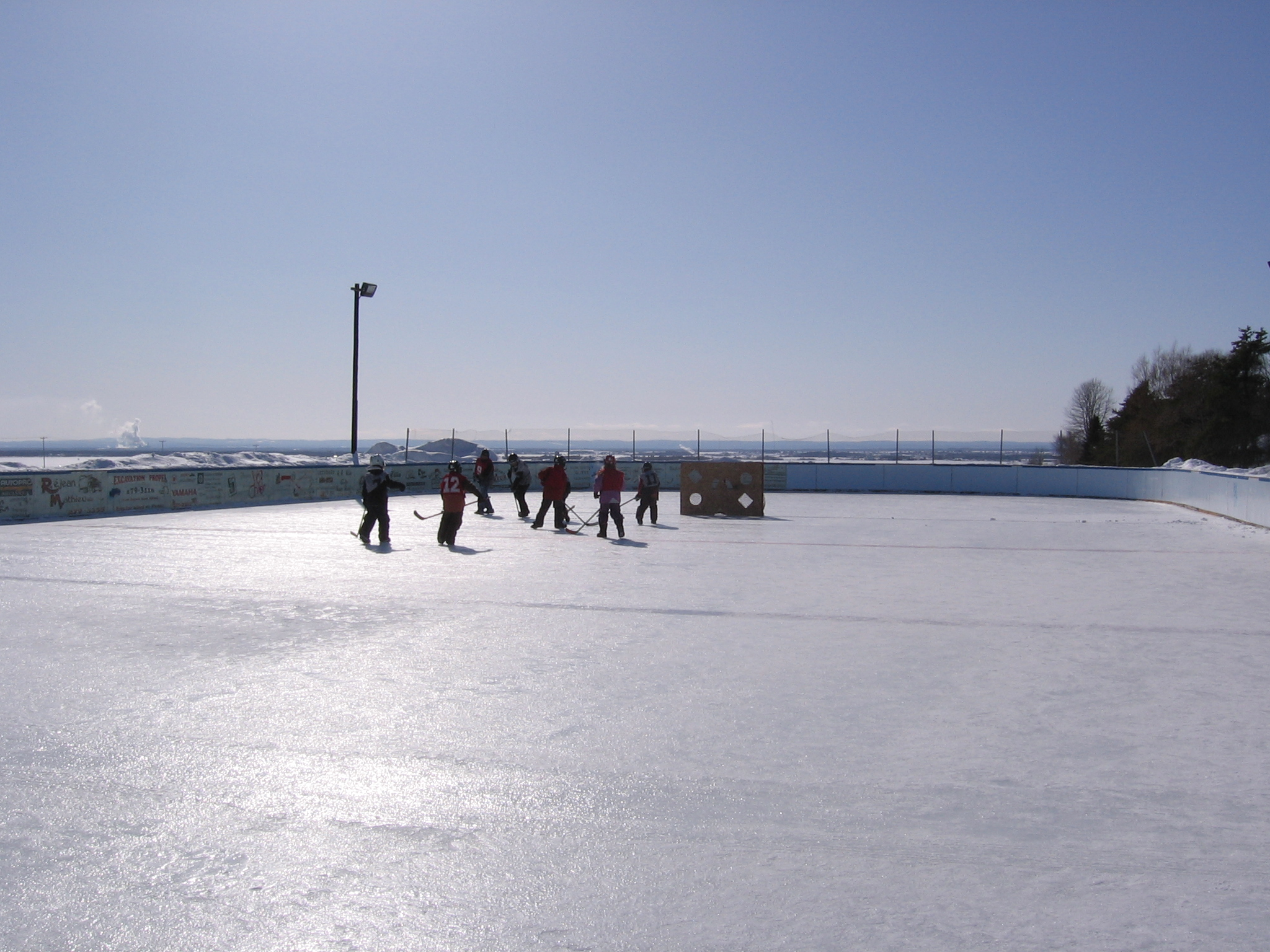
La patinoire extérieure.
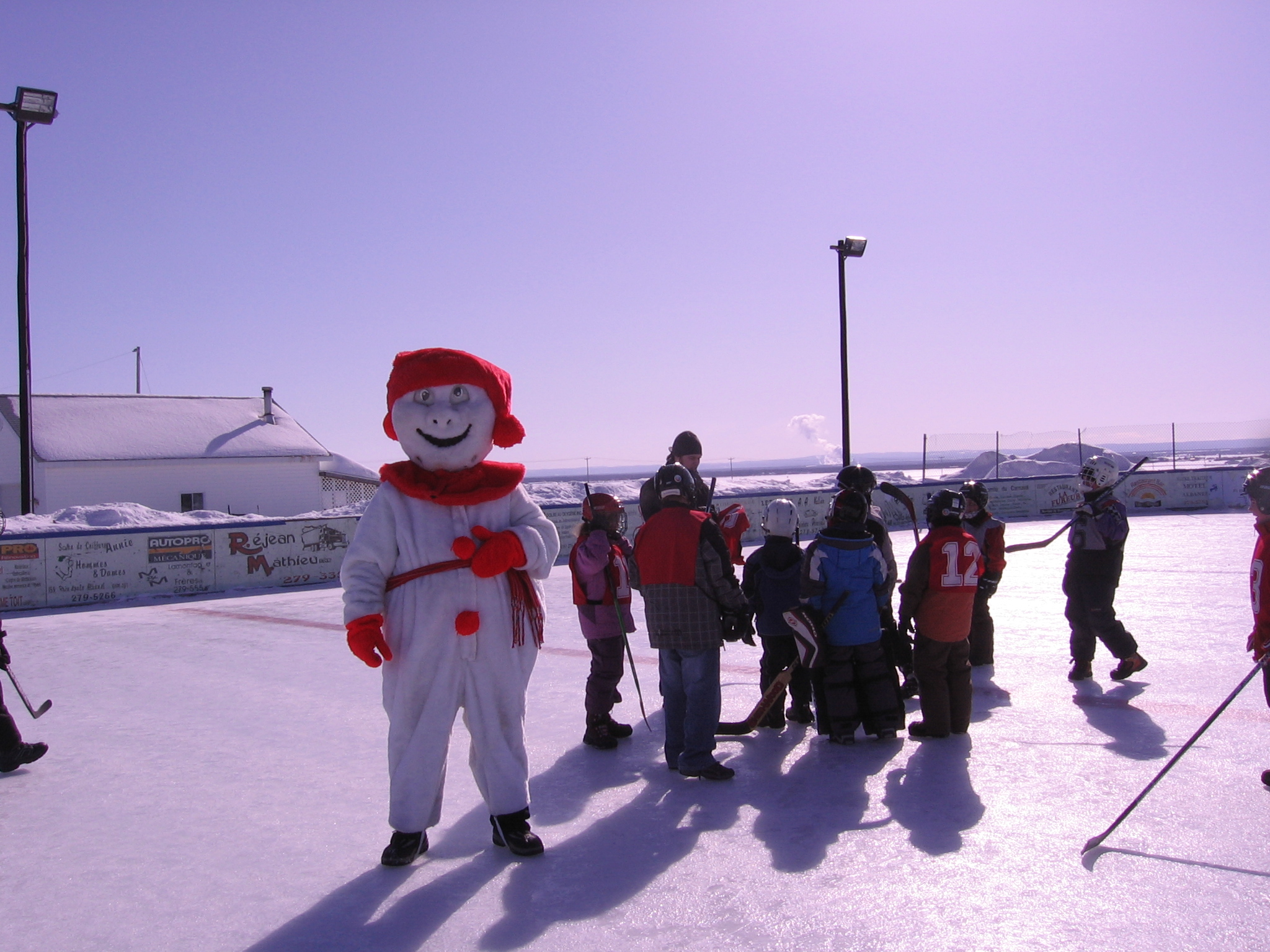
La mascotte du carnaval.
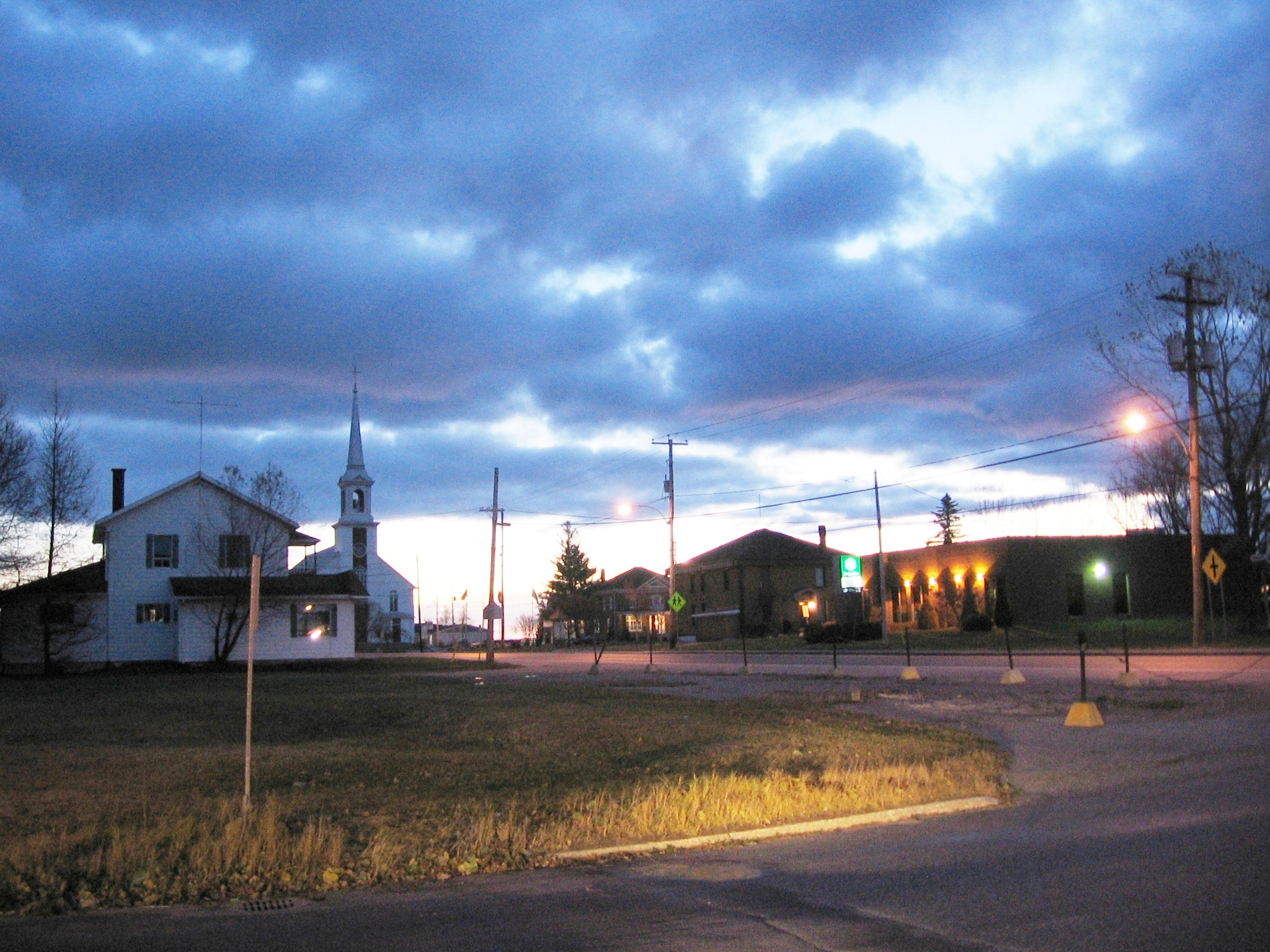
Vue d'Albanel à l'aube.